# زمین کریکت لورد
 زمین کریکت لورد  (به انگلیسی: Lord's Cricket Ground) ورزشگاهی در منطقه سنت جانز وود لندن است.
این ورزشگاه در سال ۱۸۱۴ میلادی تأسیس شده و مخصوص مسابقات کریکت از آن استفاده می‌شود. همچنین قدیمی‌ترین موزه ورزش جهان در این ورزشگاه قرار دارد.
مسابقات تیراندازی با کمان بازی‌های المپیک تابستانی ۲۰۱۲ در این ورزشگاه برگزار شده است.

## نگارخانه

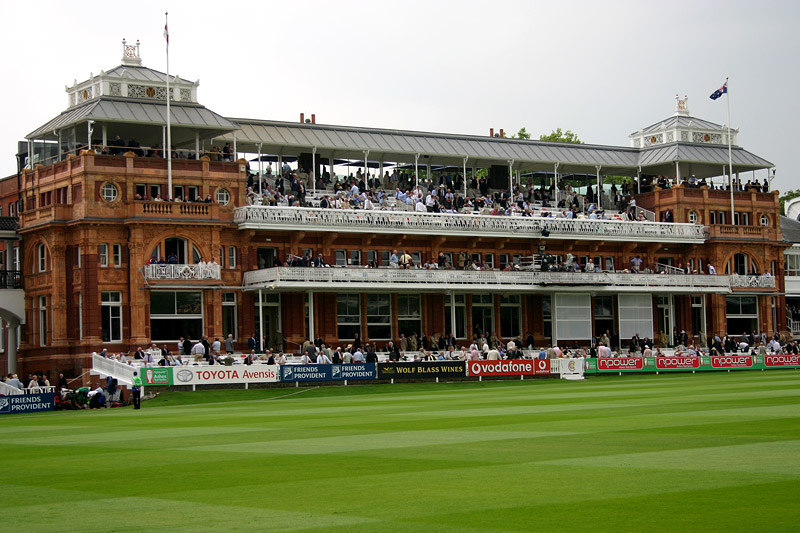
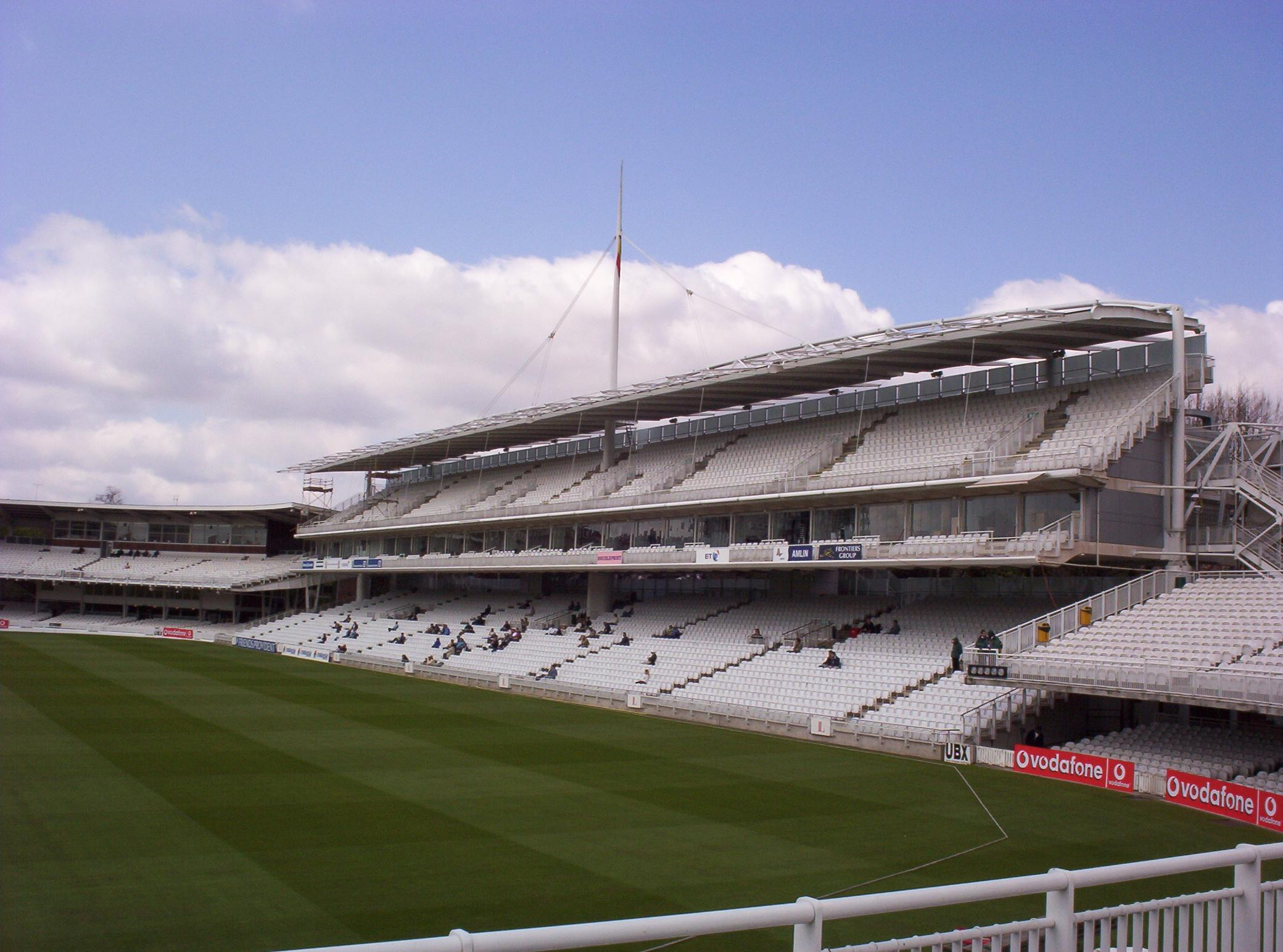
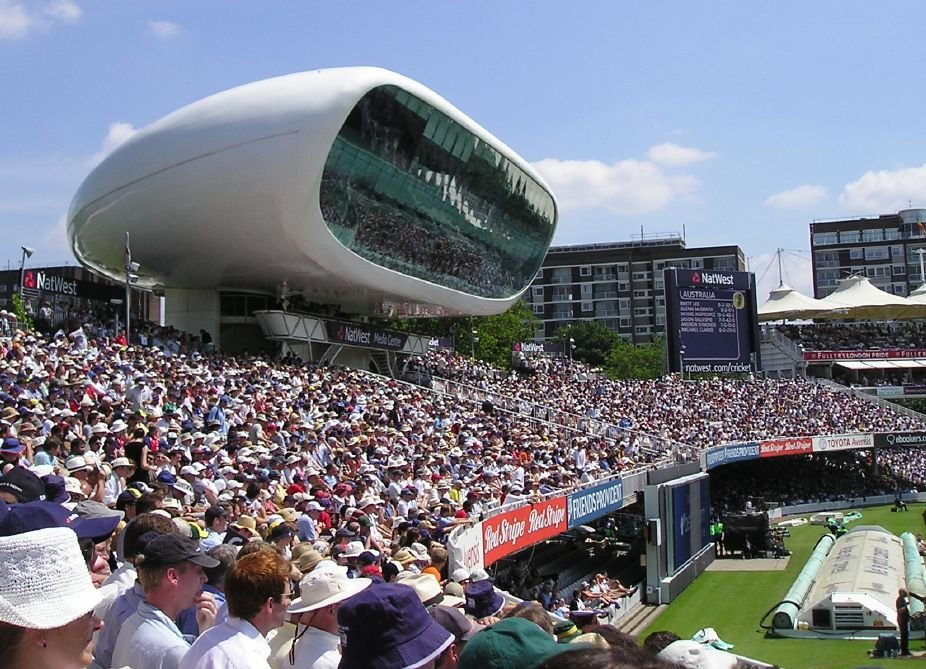
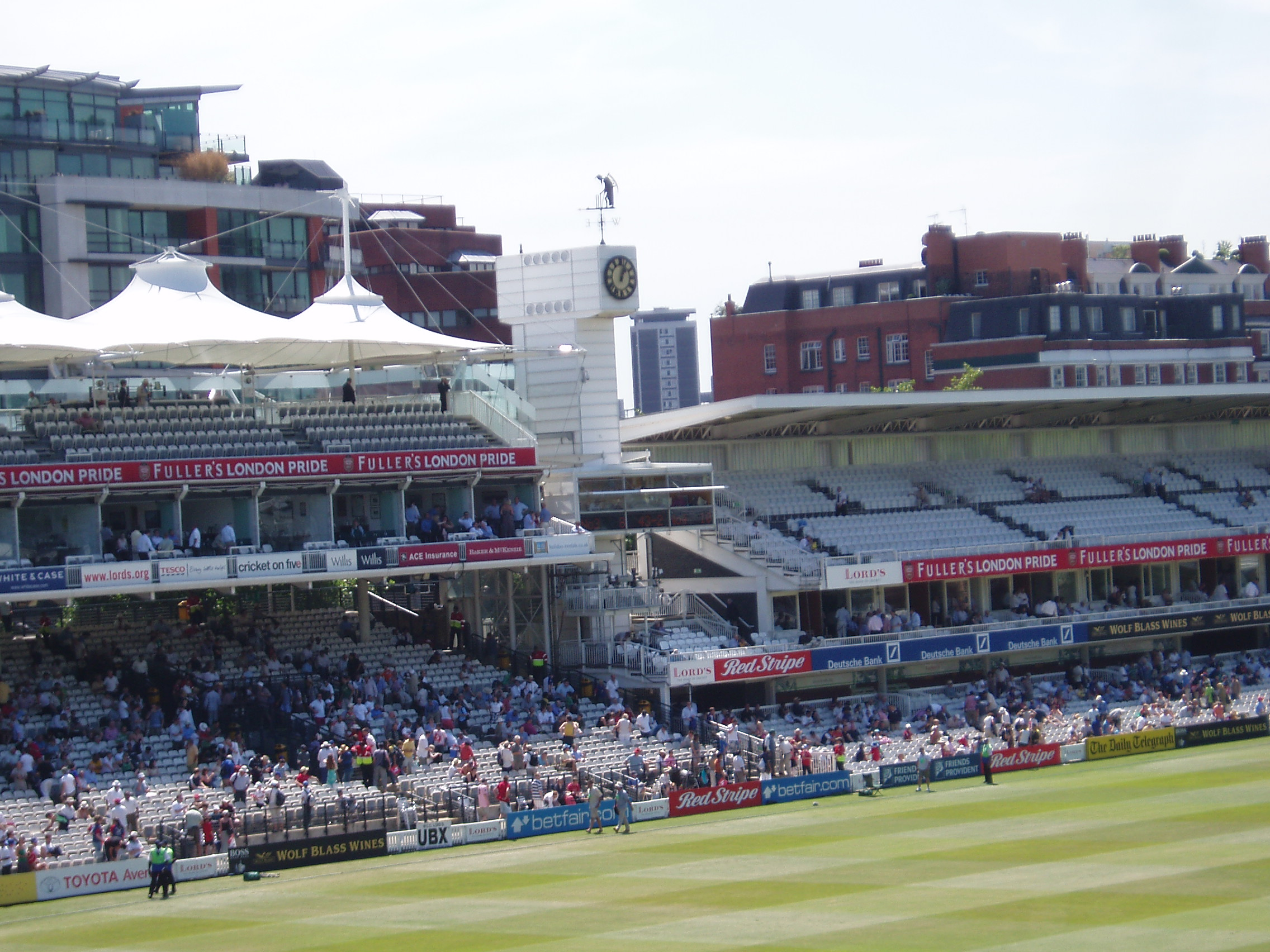
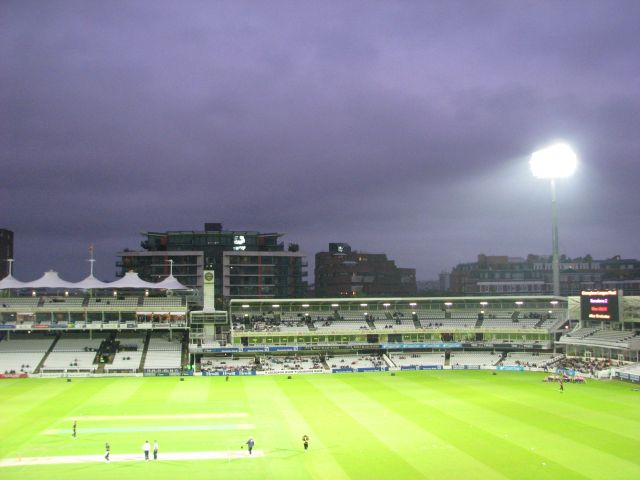